# László Batthyány-Strattmann
Ladislaus Anton Johann Ludwig Batthyány-Strattmann von Nemet-Ujvar (Dunakiliti, 28 de octubre de 1870-Viena, 22 de enero de 1931), conocido simplememte como László Batthyány-Strattmann o Príncipe László de Batthyány, fue un noble, aristócrata y médico austrohúngaro. 
Batthyány fue un laico comprometido con las causas sociales y un ferviente creyente católico, y se hizo conocido con el sobrenombre de “El médico de los pobres”. Fue beatificado el 23 de marzo de 2003 por el Papa Juan Pablo II y su fiesta se conmemora el 22 de enero.

## Biografía

### Inicios
Batthyány-Strattmann nació en Dunakiliti, Gyõr-Moson-Sopron, el 28 de octubre de 1870, en el seno de una familia noble católica húngara del Imperio Austrohúngaro. El joven vivió una infancia difícil, luego de que su padre abandonara a su familia para hacerse luterano y casarse con otra condesa, y su madre murió cuando apenas Laszlo tenía 12 años.
Pese a gozar de una buena posición económica y social, estudió diversidad de carreras ante una verdadera falta de vocación. Luego se convirtió en estudiante de medicina de la Universidad de Viena en 1896, obteniendo su título en 1900. Se formó como médico general, pero pronto se especializó en cirugía y más tarde en oftalmología. Este período también estuvo acompañado por una renovación de su fe religiosa.
En 1902 abrió un hospital privado en Kittsee, Austria, donde trabajó como médico general. Durante la Primera Guerra Mundial, el hospital fue ampliado para recibir a los soldados heridos.
En 1915, tras la muerte de su tío Edmund Batthyány-Strattmann, heredó el título de Príncipe, junto con el Castillo de Körmend, en Hungría. La familia se mudó allí, donde él continuó ejerciendo como médico. Batthyány-Strattmann convirtió un ala del castillo en un hospital para pacientes oftalmológicos.
Se hizo conocido por tratar a pacientes pobres gratuitamente, pidiéndoles en forma de pago que rezaran un Padre Nuestro por él. También entregaba recetas de medicamentos de forma gratuita y, en ciertas ocasiones, les brindaba ayuda económica a sus pacientes.

“Amo mi trabajo, los enfermos me enseñan a amar a Dios cada vez más, y amo a Dios en los enfermos, ¡los enfermos me ayudan más que yo a ellos! (...) ¡Se puede repartir tanto calor de corazón, los pobres enfermos buscan tanto amor! Dios me conceda que pueda ayudar bastante para Su gloria..."
László Batthyány-Strattmann, (diario personal), 1926.

### Últimos años
Cuando tenía sesenta años, László fue diagnosticado con cáncer de vejiga. Fue ingresado en el Sanatorio Löw de Viena, donde pasó sus últimos meses. En una ocasión, escribió a una de sus hijas:

"No se cuánto tiempo el buen Dios me hará sufrir. Me ha dado tanta alegría en mi vida y ahora, a los 60 años, debo también aceptar con gratitud los momentos difíciles".

#### Muerte
Batthyány-Strattmann murió el 22 de enero de 1931, a los 60 años. Sus restos reposan actualmente en la ciudad de Güssing, Austria, en la cripta familiar.

## Familia

### Ancestros
Los Batthyány, familia de Laszlo, son una prestigiosa familia protestante húngara, y sus miembros llevan el título de conde o condesa de la ciudad de Német-Újvár, en Austria. Entre los familiares importantes de Laszlo destacan Boldizsár Batthyány, propagador del protestantismo; su hijo Ádám Batthyány, fundador de un convento católico en esa misma ciudad; y el militar Károly József Batthyány, educador del emperador del Sacro Imperio, José II.
Otros familiares más contemporáneos de Lazslo fueron el político Lajos Batthyány, Primer Ministro de su país; el político Kázmér Batthyány, y el deportista Gusztáv Strattmann.

### Ascendientes
Lazslo era hijo de los noble húngaro, el conde Mária József Batthyány de Német-Újvár, y su esposa la condesa Ludowika Franziska Batthyány de Német-Újvár. Era hermano de los condes Antonia, Francisca, Guillermina, José, Blanca y Janos Batthyány-Strattmann, siendo Laszlo el sexto hijo de la pareja.

### Matrimonio y descendencia
Laszlo contrajo matrimonio el 10 de noviembre de 1898 con la condesa María-Teresia von Coreth zu Coredo y Starkenberg, una mujer de profunda fe católica. El matrimonio tuvo 13 hijos. La familia completa asistía a misa todos los días; László se encargaba de enseñar catecismo a sus hijos, como así también de otorgarles actos de caridad todos los días.
También se reporta que tuvo hijos extramatrimoniales, de acuerdo con la costumbre de su familia y de la nobleza húngara.

## Proceso de canonización

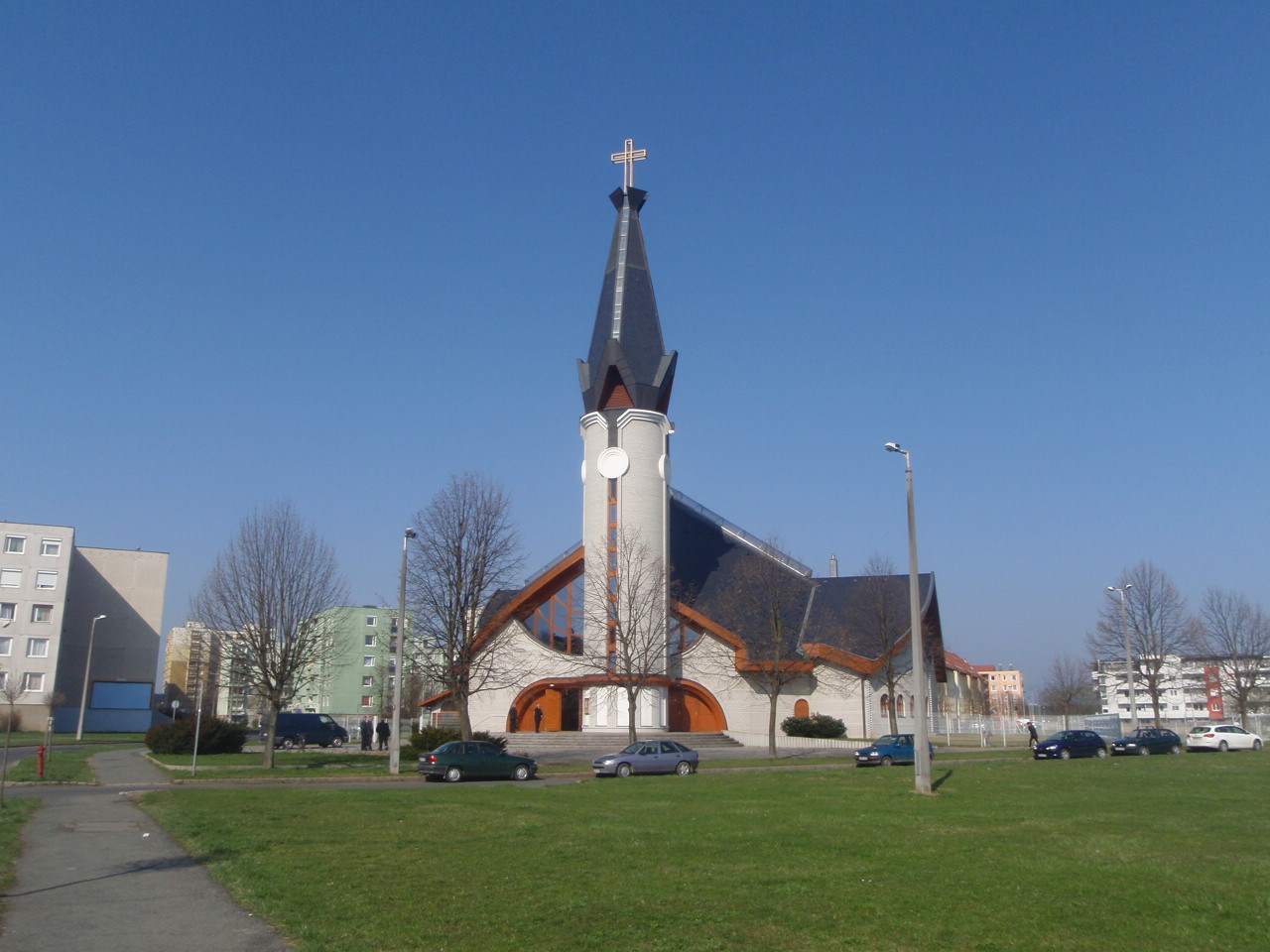
Templo a la virgen de Fátima, dedicado a Batthyany, Szombathely, Hungría

### Beatificación
El proceso de canonización del médico inició en 1944 como un esfuerzo conjunto del Arzobispo de Viena y el Obispo de Szombathely. El proceso quedó en el olvido durante algún tiempo, antes de ser retomado en 1982 por iniciativa del Obispo de Eisenstadt, Stefan László. 
El 11 de julio de 1992, László Batthyány-Strattmann fue declarado Venerable, paso necesario para la beatificación. 
Luego de reunidos los requisitos para su beatificación, la ceremonia se hizo en Roma, el 23 de marzo de 2003 por el Papa Juan Pablo II.